# Hormazd V

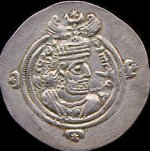
Hormazd V op een van zijn munten

Hormazd V was een zelf geproclameerde sjah van de Sassaniden, een dynastie die van de 3e eeuw tot 651 over het gebied dat nu Iran is heerste.
Zijn echte naam was Farrukh Hormazd. Tussen 628 en 632 heerste er in het Sassaniden Rijk een burgeroorlog. In 630 stootte hij Shahrbaraz van de troon en zette Boran, de dochter van Khusro II, sjah van 590 tot 628 op de troon. Toen de zoon van Shahrbaraz, Shapur-i Shahrbaraz zich uitriep als nieuwe sjah, deed hij hetzelfde en nam de naam Hormazd V aan. Azarmidokht, de zus van Boran, liet beiden uit de weg ruimen (631). De zoon van Farrukh, Rostam Farrukhzad, zal dan het heft in handen nemen.